# Trestonia frontalis
Trestonia frontalis är en skalbaggsart som först beskrevs av Wilhelm Ferdinand Erichson 1847.  Trestonia frontalis ingår i släktet Trestonia och familjen långhorningar. Inga underarter finns listade i Catalogue of Life.